# Juan Luis Mora
Pour les articles homonymes, voir Mora.
Juan Luis Mora Palacios est un footballeur espagnol né le 12 juillet 1973 à Aranjuez, Madrid (Espagne). Il évolue au poste de gardien de but.

## Carrière
- 1993-1999 : Real Oviedo  Espagne
- 1999-2002 : Espanyol Barcelone  Espagne
- 2002-2003 : Xerez CD  Espagne
- 2003-2004 : Levante UD  Espagne
- 2004-2008 : Valence CF  Espagne
- 2008-... : Levante UD  Espagne

## Palmarès
- Vainqueur de la Coupe d'Espagne de football en 2008 avec le Valence CF
- Vainqueur de la Coupe d'Espagne en 2000 avec l'Espanyol Barcelone